# Nikita XXX
Nikita XXX ist eine US-amerikanische Porno-Parodie auf den französischen Kinofilm Nikita (1990). Die Parodie ist über Bluebird Films auf DVD erschienen.

## Handlung
Die drogensüchtige Nikita begeht mit Freunden einen Einbruch in eine Apotheke, um sich Drogen zu besorgen. Als die Polizei die Apotheke erreicht, entwickelt sich ein Feuergefecht. Nikita wird als einzige Überlebende verhaftet. Nach ihrer Verurteilung wird sie nicht in einem Gefängnis inhaftiert, sondern einer Spezialabteilung des Geheimdienstes zugeordnet und zur Agentin ausgebildet. 

## Produktion
Der Film wurde am 20. März 2013 veröffentlicht. Für die Produktion und den Vertrieb zeigte sich Bluebird Films verantwortlich für die Marc Twain nach dem Drehbuch von Paul Chaplin die Regie führte.

## Auszeichnungen
- Nominiert bei den Sex Awards, 2013 als „Adult Parody of the Year“[1]